# Paul Bertololy

Paul Bertololy als Heidelberger Rhenane

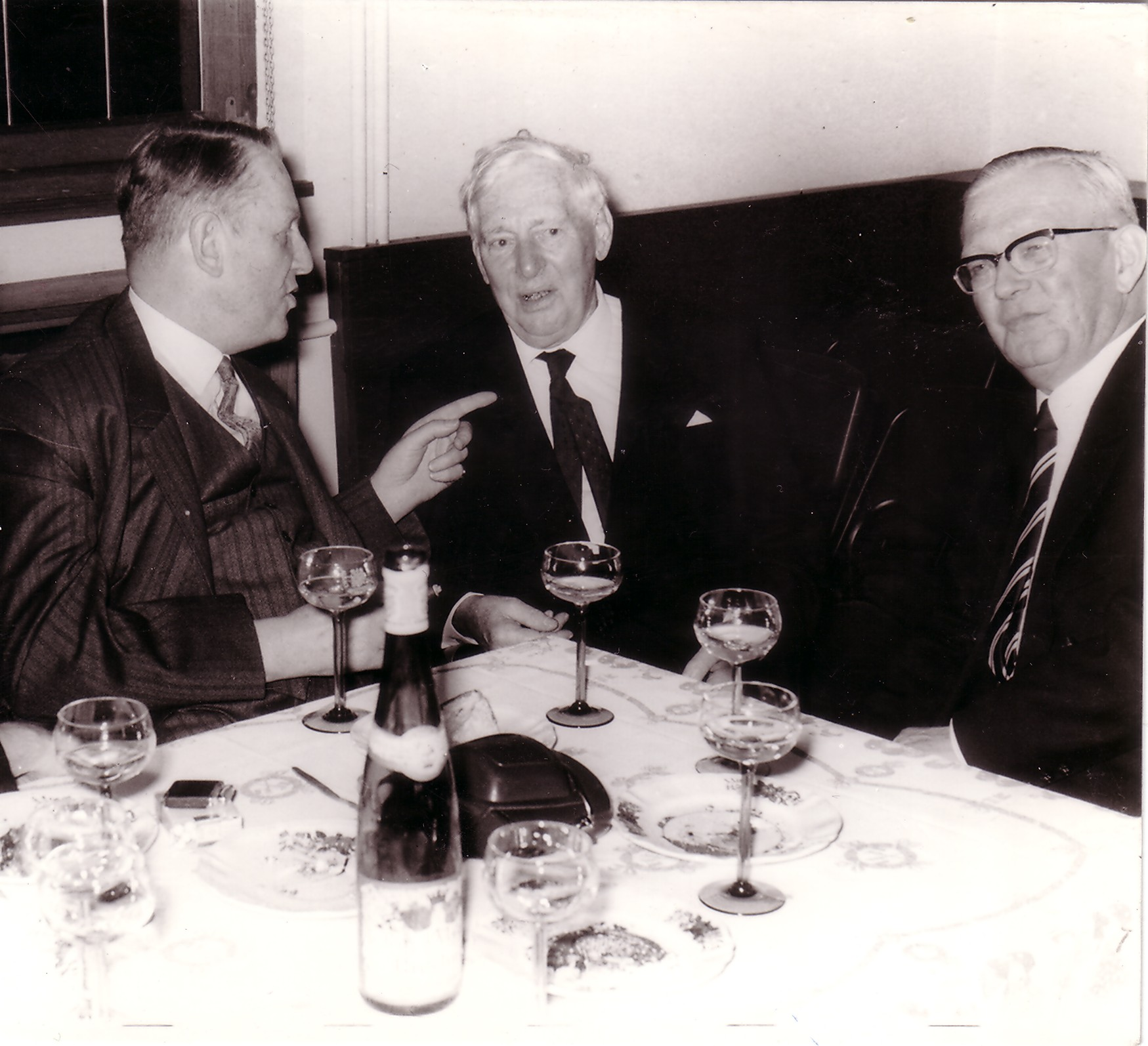
Bertololy (Mitte) am Tag der Verleihung des Oberrheinischen Kulturpreises, 18. Oktober 1969

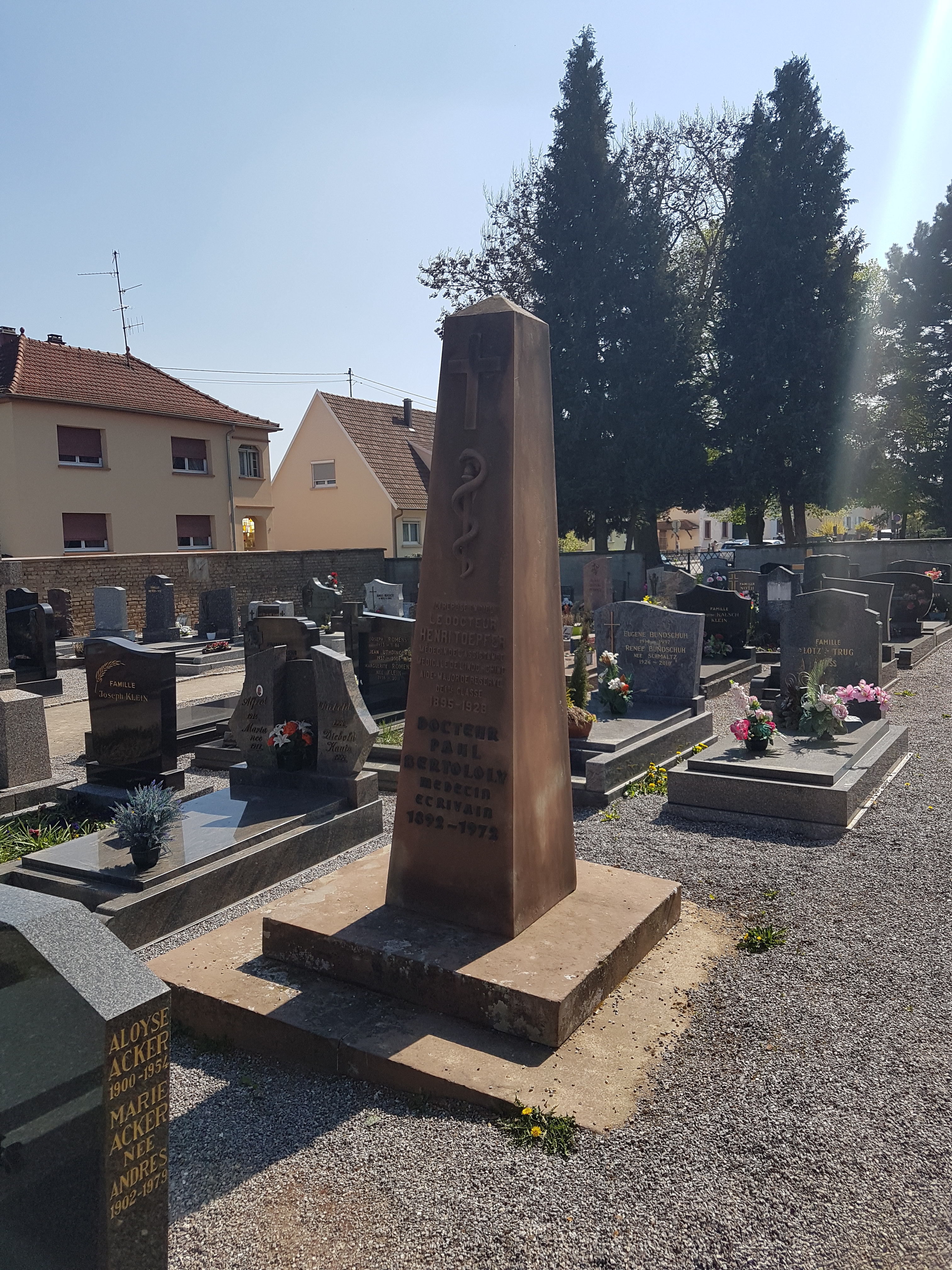
Grabdenkmal für Paul Bertololy auf dem Friedhof in Souffelweyersheim

Paul Bertololy (* 12. Februar 1892 in Frankenthal, Pfalz; † 28. November 1972 in Lembach, Elsass) war deutscher Arzt und Schriftsteller.

## Leben
Geboren als Sohn des Arztes Karl Bertololy aus Coswig (Sachsen) verbrachte Paul Bertololy seine Kindheit in der Pfalz. Nach dem Schulbesuch in Lambrecht, Neustadt an der Weinstraße, Grünstadt,  München, Aalen und Gmünd studierte er Medizin in Heidelberg, Straßburg und Freiburg. In Heidelberg gehörte er dem Corps Rhenania an, dessen Geschichte ihn zu der kulturhistorischen Novelle Alt-Heidelberg, ewiger Studententraum inspirierte.
1919 promovierte er als Mediziner und ließ sich später als Landarzt in Lembach im Elsass nieder. Bertololy verfasste Romane, Novellen, Kurzgeschichten und Hörspiele, die im Paul List Verlag München, bei der Pfälzischen Verlagsanstalt in Neustadt an der Weinstraße, im Hohenstaufen-Verlag (Bodman) und im Verlag Alsatia in Freiburg erschienen. Er war Träger mehrerer Literaturpreise, u. a. des Oberrheinischen Kulturpreises der J. W. von Goethe-Stiftung in Basel 1969 und des René-Schickele-Medienpreises 1973 (posthum). Die elsässische Gemeinde Lembach ernannte ihn zu ihrem Ehrenbürger.
Seine letzte Ruhestätte fand Berololy auf dem Friedhof in Souffelweyersheim.

## Werke
- Eine Frau geht vorbei (Roman, 1931)
- Dora Holdenrieth (Roman, 1933)
- Vision der Gotik (Roman, 1936)
- Liebe (Roman, 1942)
- Die Verfemten (Novellen, 1947)
- Passion (Novellen, 1947)
- Aphorismen (1948)
- Die Tat des Emil Thoman (Roman, 1949)
- Die Lausbuben (Romane, 1952)
- Im Angesicht des Menschen (Roman, 1956)
- Die Herzogin (Novellen, 1958)
- Heimkehr (Novellen, 1960)
- Alt-Heidelberg – ewiger Studententraum (Novelle, 1962)
- Die Kreuzfahrt des Ritters vom Wasigenstein (Roman, 1973)
- Der Venuswagen des Dr. Raley (Roman 1984)
- Die Katze, die Frau und der Mörder (Hörspiel, 1978)
- Maiana oder die lachende Verdammnis (Satire, 1963/64)
- Der Schrei aus der Nacht (Kriminalnovellen)